# Rue Broca
Pour les articles homonymes, voir Broca (homonymie).
La rue Broca est une voie située entre le quartier du Val-de-Grâce dans le 5e arrondissement et le quartier Croulebarbe dans le 13e arrondissement de Paris.

## Situation et accès

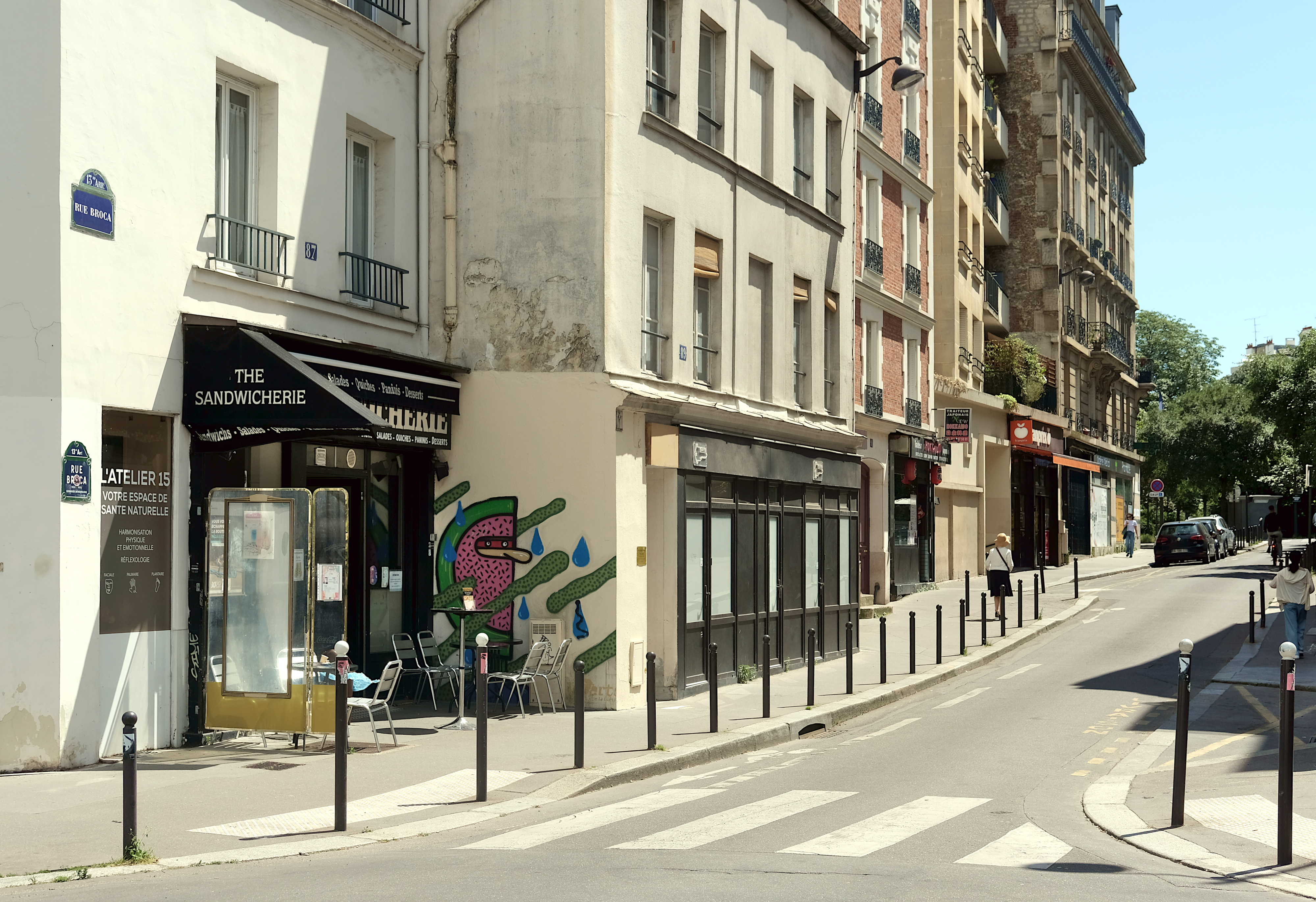
La rue Broca en 2024, à proximité du boulevard Arago.

La rue Broca est desservie à proximité par la ligne 7 aux stations Censier - Daubenton ou Les Gobelins.

## Origine du nom
Son nom rend hommage à Pierre Paul Broca (1824-1880), chirurgien et anthropologue français.

## Historique

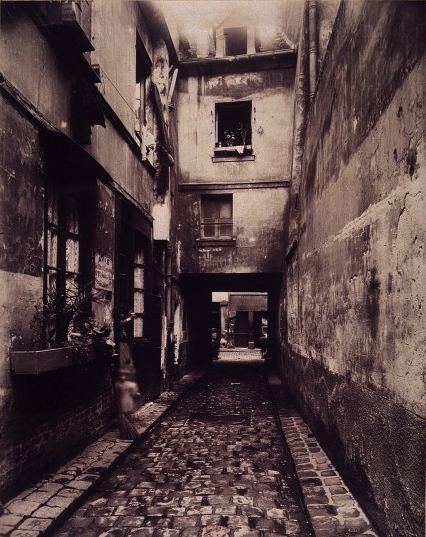
Le 28, rue Broca (?), en 1919-1920 (photographie d'Eugène Atget).

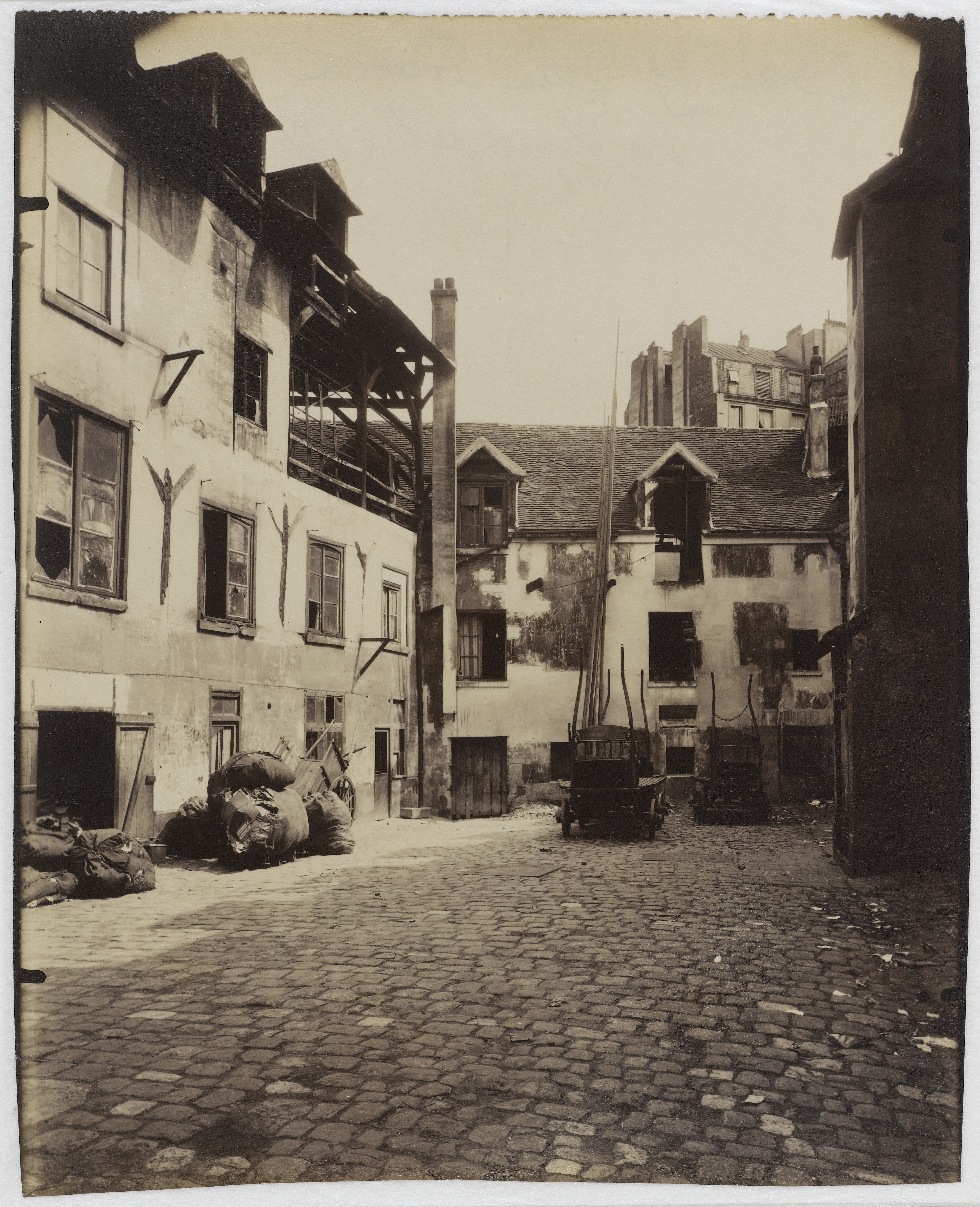
Cour du 29 rue Broca, en 1912 (photographie d'Eugène Atget).

Cette rue est une section d'une vieille route conduisant de Paris à Gentilly.
Elle fut ouverte au XIIe siècle sur le fief de Lourcine et a pris alors naturellement le nom de « rue de Lourcine », ou plutôt « rue de Lorcine » ou « de Laorcine » qui était son véritable nom initial.
Gallien de Poix, chanoine de Saint-Omer et fondateur du couvent des Cordelières qui y était situé et les titres de Sainte-Geneviève notamment, nomment cette voie, vicus de Laorcinis, vicus de Lorsinis, vicus de Lorcinis, vicus in Lorcinis ou vicus opud Laorcinos.
Par la suite, le nom latin s'est francisé et est devenu « rue de Loursine », « rue de l'Oursine », « rue de Lorsine », « rue de l'Orsine » et « rue de l'Ursine ».
En 1414, elle s’appelait la « ville de Loursine-lès-Saint-Marcel » puis « rue du Clos-de-Gannay », car le chancelier de Ganay y avait une folie.
Elle prend également le nom de « rue de la Franchise » parce qu'elle était située dans le fief de Lourcine qui appartenait à l'hôpital de Saint-Jean de Latran, les compagnons artisans pouvaient y travailler sans que les maitres puissent les empêcher,.      
Le 8 mars 1836, la police découvre, rue de l'Oursine, une fabrique de poudres de la Société des saisons dirigée par Auguste Blanqui.
En 1890, elle prend le nom « rue Broca ». En 1938, le tronçon entre la rue Claude-Bernard et la rue Mouffetard devient la rue Édouard-Quénu, et en 1944, elle est amputée de sa partie située au-delà du boulevard Arago qui devient la rue Léon-Maurice-Nordmann.
En face de la rue des Bourguignons existait un hôtel seigneurial appelé « Hôtel Jaune » qui se trouvait sur le fief d'Ourcine.
Cette voie est comprise dans la zone des anciennes carrières.
Le 30 janvier 1918, durant la première Guerre mondiale, le no 111 rue Broca est touché lors d'un raid effectué par des avions allemands, endommageant l'hôpital Broca. Le 27 juin 1918 les nos 81 et 88 sont touchés après un nouveau bombardement aérien.

## Bâtiments remarquables et lieux de mémoire
- Du no 3 au no 9, ancien emplacement de l'hôtel-Dieu du Patriarche également appelé hôpital de la Charité chrétienne.
- Du no 11 au no 17, ancien emplacement de l'hôtel du Patriarche, ex-hôtel du comte de Saint-Pol.
- Au no 10 au no 12, brasserie Demory, fondée en 1827. Immeuble réalisé en 1926 par l’architecte Joachim Richard (avec G. Roehrich), un « ancien » de l'Art nouveau.
- Au no 25, escalier style Louis XIII.
- Du no 27 au no 48, vieilles maisons, ainsi que du no 69 au no 92.
- Au no 39, siège du Conseil représentatif des institutions juives de France (CRIF).
- Au no 94, ancien petit hôtel particulier.
- Au no 110, c'est ici qu'en 1904, Jean Mollet, Edmond-Marie Poullain et André Salmon, s'installent et fondent le Phalanstère, adeptes du concept fourriériste.
- L'îlot délimité par le boulevard de Port-Royal, la rue Broca, la rue Saint-Hippolyte et la rue de la Glacière occupe l'emplacement de l'ancienne caserne Lourcine. Après des travaux de réaménagement, le centre Lourcine fait partie, depuis 2019, du Campus Port-Royal de la faculté de droit de l'université Paris-1 Panthéon-Sorbonne[6].

## Dans la culture
Les Contes de la rue Broca (Pierre Gripari) y font référence, comme la série télévisée d'animation du même nom.